# Gliwice
Gliwice (/ɡlʲiˈvʲit͡sɛ/ ; en silésien : Glywicy, en allemand : Gleiwitz) est une ville de Pologne, en voïvodie de Silésie dans la partie sud de la Pologne, située à  27 kilomètres a l'ouest de Katowice, sur la rivière Kłodnica. Le chef-lieu du Powiat de Gliwice ainsi que du Powiat-Ville de Gliwice. Centre industriel, logistique, scientifique et universitaire (École polytechnique de Silésie) à l'extrémité ouest de l'agglomération de Katowice. Nœud ferroviaire et routier (autoroutes A1 et A4), port terminal sur le canal de Gliwice (de).

## Histoire
C'est en 1276 que le nom de Gliwice est mentionné pour la première fois, appartenant à la dynastie Piast durant le Moyen Âge. Elle a été possédée ensuite par la Bohême en 1335, puis par les Habsbourgs en 1526. Il reste de ces différentes époques le château construit au XIVe siècle
En raison des vastes dépenses provoquées par la monarchie de Habsbourg durant les guerres du XVIe siècle contre l'empire ottoman, Gliwice a été louée à Friedrich Zettritz pour la modique somme de 14 000 talers. Bien que le bail ait été d'une durée de 18 ans, il a été renouvelé en 1580 pour 10 années et en 1589 pour 18 années.

Pendant les guerres silésiennes qui ont eu lieu de 1740 à 1746, puis de 1757 à 1763, Gliwice a été prise par la Prusse, avec la grande majorité de la Silésie. Dès la fin des guerres napoléoniennes, Gleiwitz/Gliwice a été administrée dans l'arrondissement de Tost-Gleiwitz (de) en 1816. La ville a été incorporée dans l'empire allemand en 1871. Et en 1897, Gleiwitz est devenue sa propre zone urbaine.

Gliwice - division en districts

Au XVIIIe siècle y sont créées les manufactures de tissage, remplacées au XIXe siècle par les forges. C'est à Gliwice que Friedrich Wilhelm von Reden (de), directeur allemand de Bureau Minier Supérieur à Breslau, avec un jeune ingénieur anglais John Baildon (de) ont construit en 1796 la fonderie de fer avec le premier four à coke en Europe continentale. Deux ans plus tard y fut inaugurée une fonderie de fonte (deuxième plus ancienne de toute la Prusse; aujourd'hui Gliwickie Zakłady Urządzeń Technicznych). Plus tard ils ont conçu le canal de Kłodnica (de) (allemand Klodnitz-Kanal; 1792-1812, inexistant) passant par le centre de la ville et son extension souterraine - L'Adit Clé Héréditaire Principale (allemand: Hauptschlüsselerbstollen).

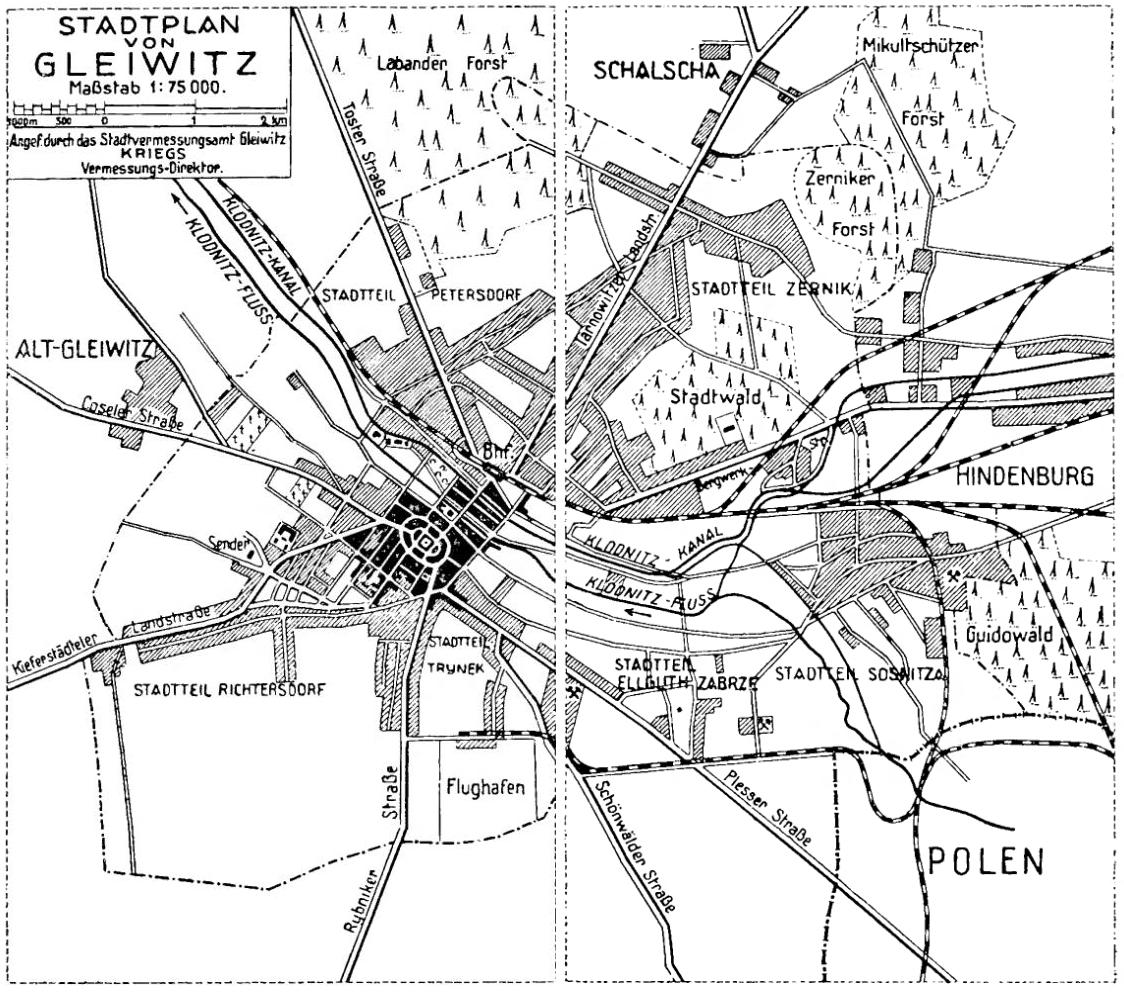
Plan de la ville de 1929

En 1939, la station de radio de Gliwice fut le théâtre du casus belli — invoqué sous fausse bannière — qui déclencha l'invasion de la Pologne, l'opération Himmler.
Au cours de la Seconde Guerre mondiale, plusieurs sous-camps du camp d'extermination d'Auschwitz sont répartis dans la ville et de nombreux prisonniers y sont assassinés. À la libération d'Auschwitz, en 1945, les prisonniers sont évacués à pied jusqu'à la ville lors des Marches de la mort où beaucoup décèdent. Ils continuent ensuite leur périple vers l'ouest entassés dans des trains.

## Architecture et monuments

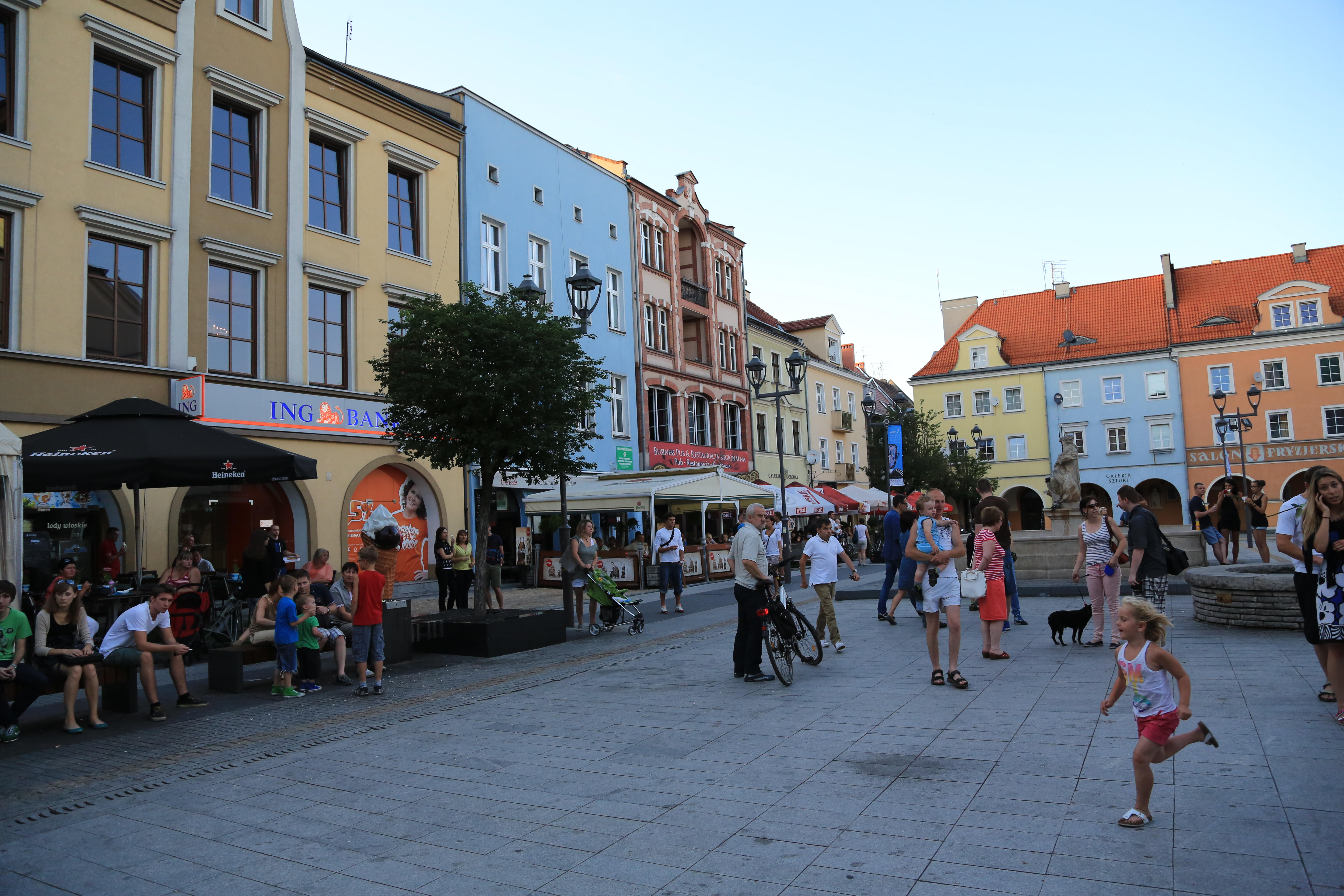
Place du Marché

Le vieille partie de la ville a conservé son tracé médiéval avec la grille des rues régulière et avec, au centre, sa place du Marché rectangulaire, dans lequel de chaque coin sortent deux rues perpendiculaires. La place du Marché est entourée de maisons de style baroque, reconstruites après la II guerre. L'Hôtel de Ville au centre date de XVe siècle, dans sa forme actuelle, avec la tour de 41,5 m, de XVIIIe siècle. Non loin de la place du Marché, au bout de la rue Raciborska, une église paroissiale catholique de la Toussaint de style gothique tardif (XVe siècle/XVIe siècle) avec la tour de 64 m. Dans l'une des chapelles polychromie gothique.

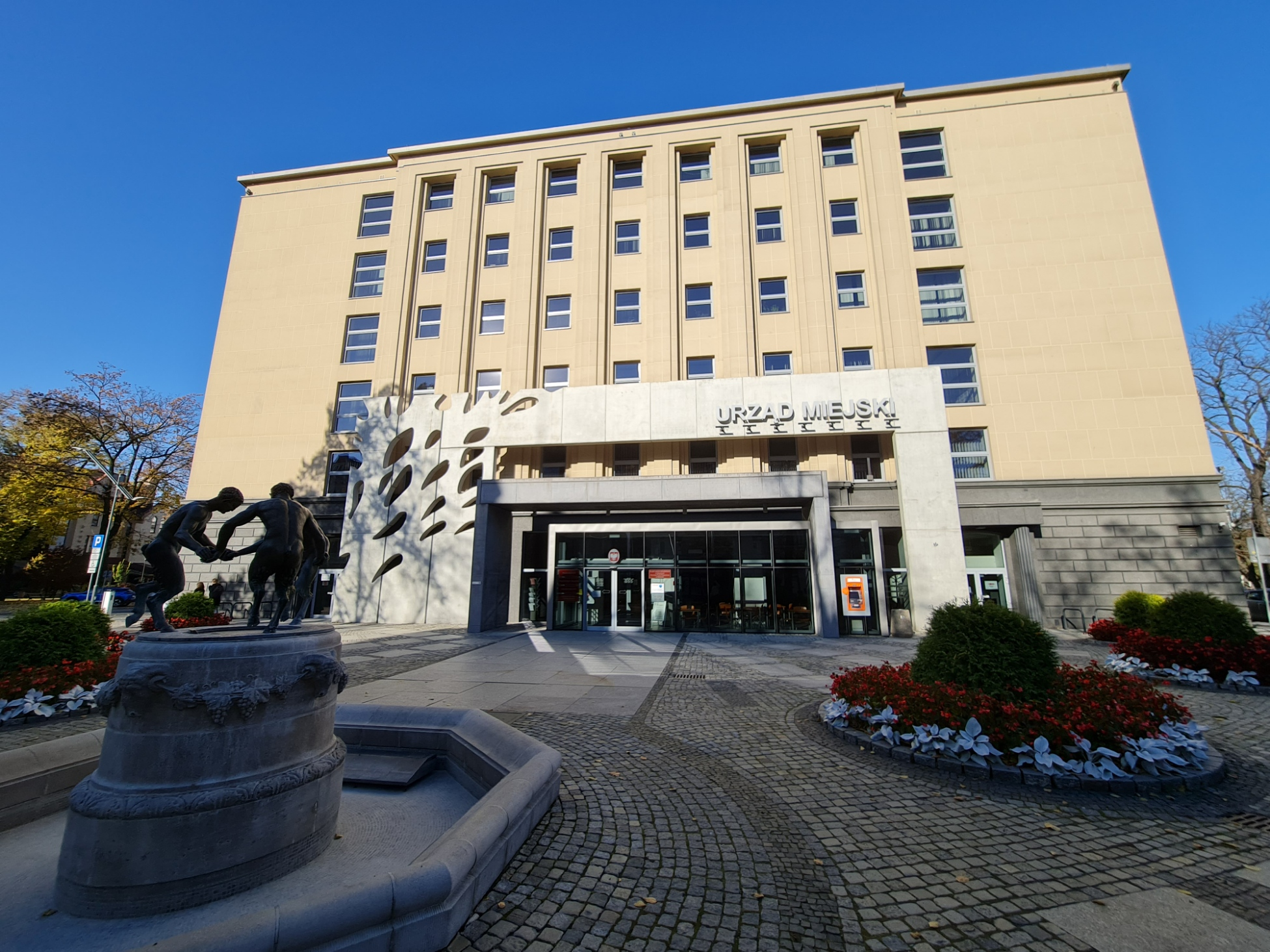
Siège des autorités de la ville (ancien "Haus Oberschlesien")

La ville était entourée de murs avec deux portes, dont on peut encore voir aujourd'hui quelques pans de remparts et fondations d'une porte ("Raciborska"). Dans la ligne des murs le château de Gliwice (également appelé château des Piast) - la résidence des Zettritz de XVIe siècle (actuellement le musée). Sur l'emplacement des anciennes fortifications des rues ont été tracées. Hors des remparts, au but de la rue Kozielska, église conventuelle de l'Exaltation de la Sainte Croix de 1623, reconstruite après l'incendie en 1682-83 en style baroque. Au vieux cimetière (rue Kozielska) église de l'Assomption de la Bienheureuse Vierge Marie, en bois, datant de la fin du XVe siècle, construite à Zębowice, déménagée à Gliwice en 1925. Près de la route Tarnogórska le mât émetteur de la station de relais de radio - construction de 118 mètres de haut, élevée en bois de mélèze, le lieu de la provocation de Gliwice le 31 août 1939.
La synagogue de Gliwice a été détruite par les nazis lors de la nuit de Cristal en 1938.

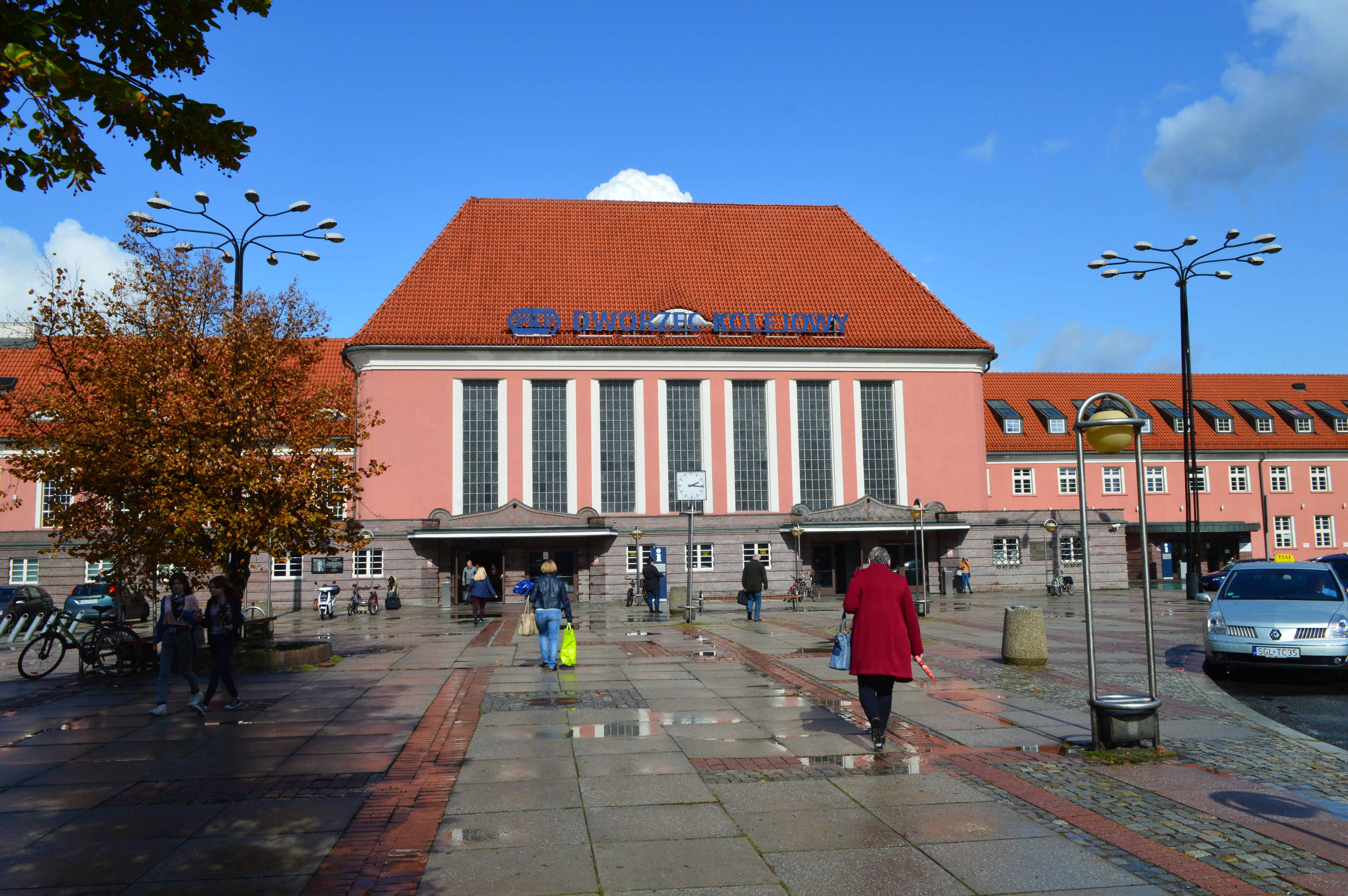
Gare ferroviaire

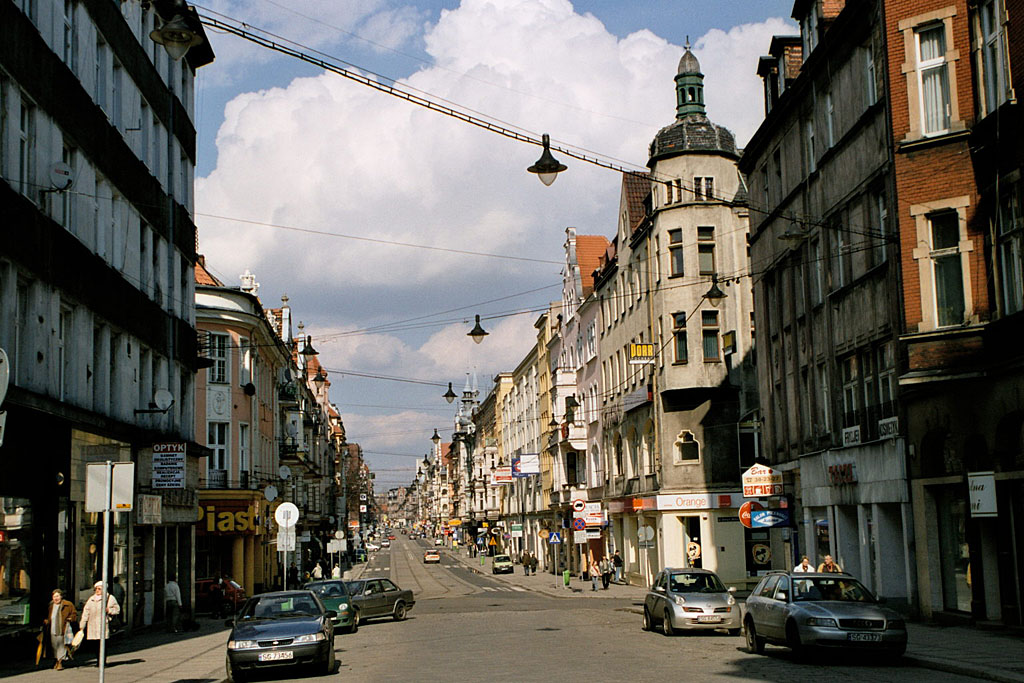
Centre-ville (principale rue Zwycięstwa)

## Sport
- Le Piast Gliwice a été à deux reprises finaliste de la Coupe de Pologne de football.
- Le Sośnica Gliwice évolue en première division de handball féminin.

## Personnalités
- John Baildon (de) (1772-1846), industriel et ingénieur anglais, pionnier de l'industrie sidérurgique moderne.
- Aleksander Balos (1970-), artiste peintre.
- Richard Fritz Behrendt (de)
- Horst Bienek (1930-1990), écrivain et publiciste allemand, né à Gliwice.
- William Blandowski
- Sebastian Boenisch (1987-), footballeur polonais.
- Lothar Bolz
- Andrzej Buncol
- Jerzy Buzek
- Ernst Degner
- Patryk Dziczek (1998-), footballeur né à Gliwice
- Gottfried Bermann Fischer (de)
- Georg Fink (1876-1944), écrivain.
- Maciek Froński (1973-), poète polonais et traducteur.
- Józef Gałeczka, né à Gliwice, footballeur e.a. de Piast Gliwice.
- Eugen Goldstein
- Ragnar von Holten (1934-2009), peintre, graveur, conservateur de musée.
- Theodor Kalide (de) (1801-1863), sculpteur allemand de fer et de bronze, travaillant à Gliwice.
- Damian Kallabis
- Julian Kornhauser (1946-), écrivain et critique littéraire polonais.
- Dieter Kottysch (1943-2017), boxeur allemand, champion olympique en 1972.
- Wlodzimierz Lubanski (1947-), footballeur international polonais.
- Joachim Marx (1944-), joueur et entraîneur de football.
- Adam Matuszczyk (1989-), footballeur polonais.
- Waldemar Matysik
- Zbigniew Messner
- Gustav Neumann
- Lukas Podolski
- Wojciech Pszoniak, acteur, grandit à Gliwice
- Friedrich Wilhelm von Reden (de) (1752-1815), fonctionnaire prussien, distingué pour le développement de l'industrie en Haute-Silésie.
- Tadeusz Różewicz
- Beata Rybotycka (pl), actrice et chanteuse née à Gliwice
- Oscar Troplowitz
- Leo Yankevich (de)
- Karin Waehner
- Richard Wetz
- Erich Peter Wohlfarth (de)

## Quartiers et villages dépendant de Gliwice
Bojków, Brzezinka, Centrum (Śródmieście), Centrum-Zachód, Czechowice, Kopernik, Ligota Zabrska, Łabędy, Obrońców Pokoju, Ostropa, Sikornik, Wójtowa-Wieś, Sośnica, Stare Gliwice, Trynek, Wilcze Gardło, Zatorze, Szobiszowice, Żerniki

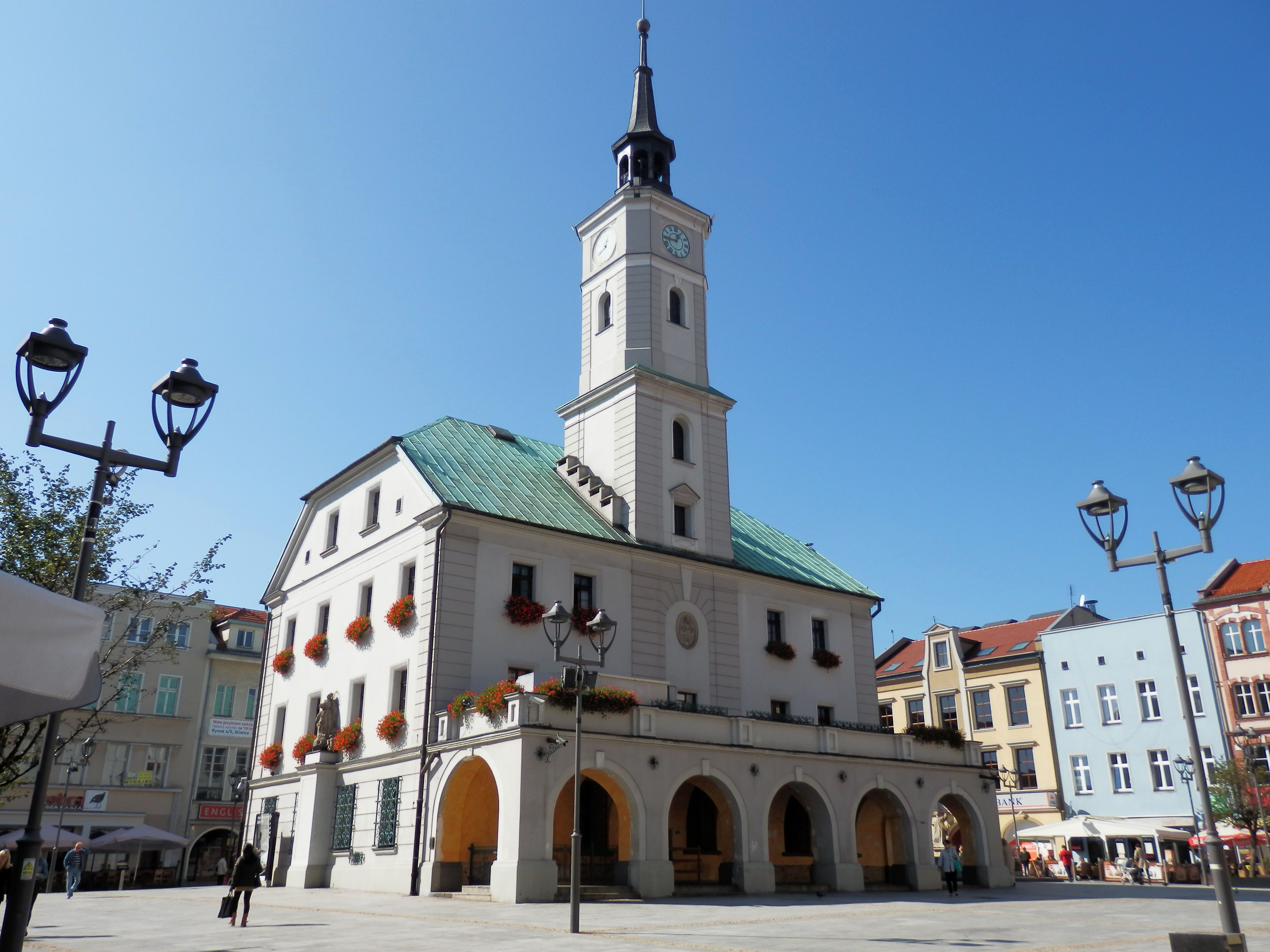
Ancien l'Hôtel de Ville
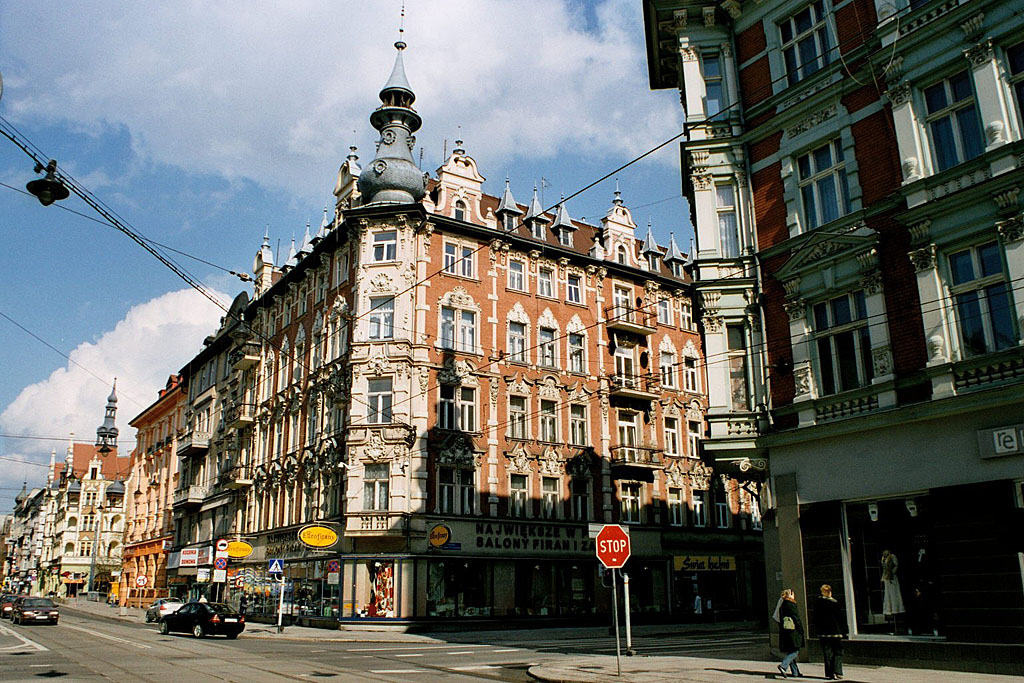
Centre-ville (principale rue Zwycięstwa)
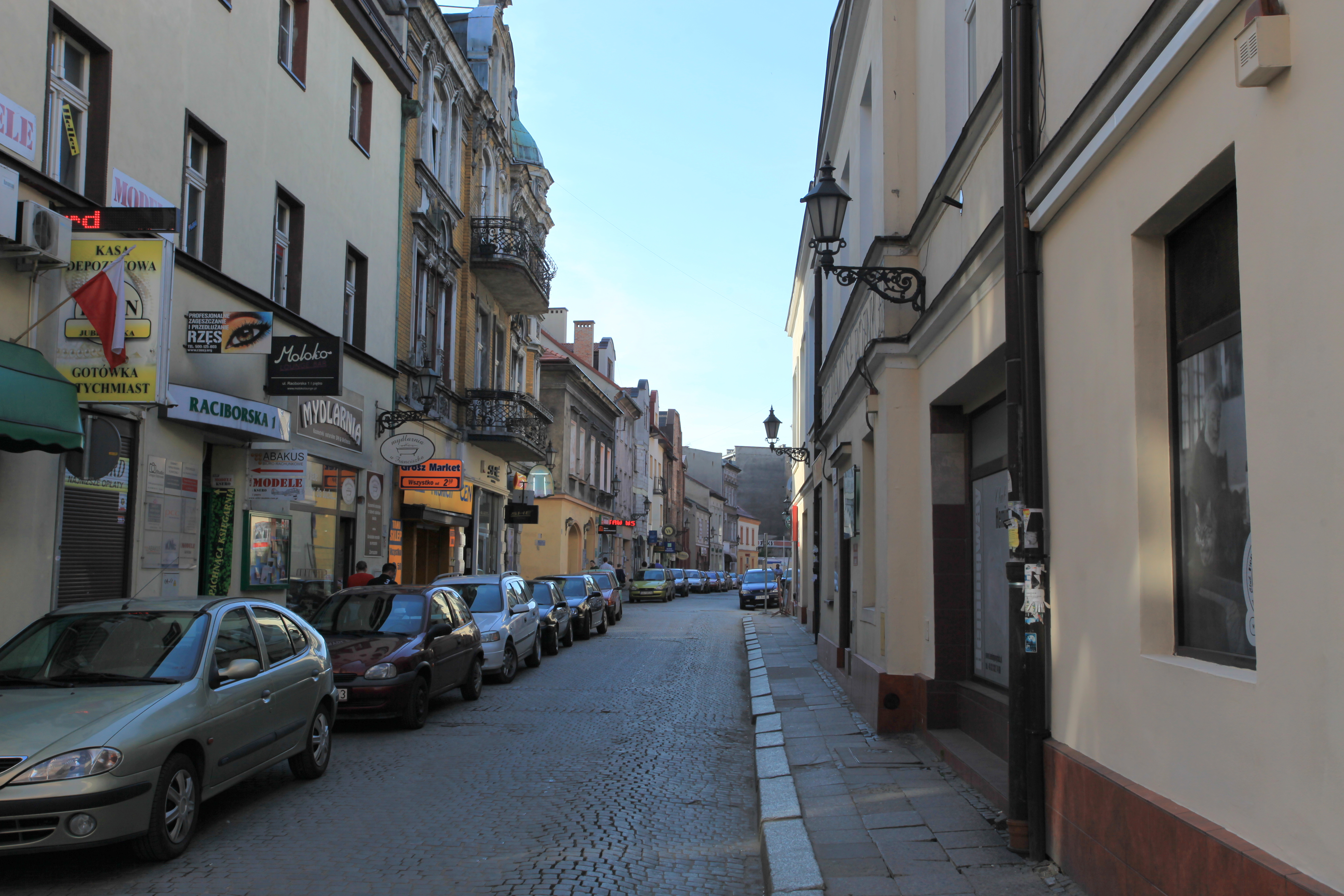
Rue Raciborska, une des plus vieilles dans la ville
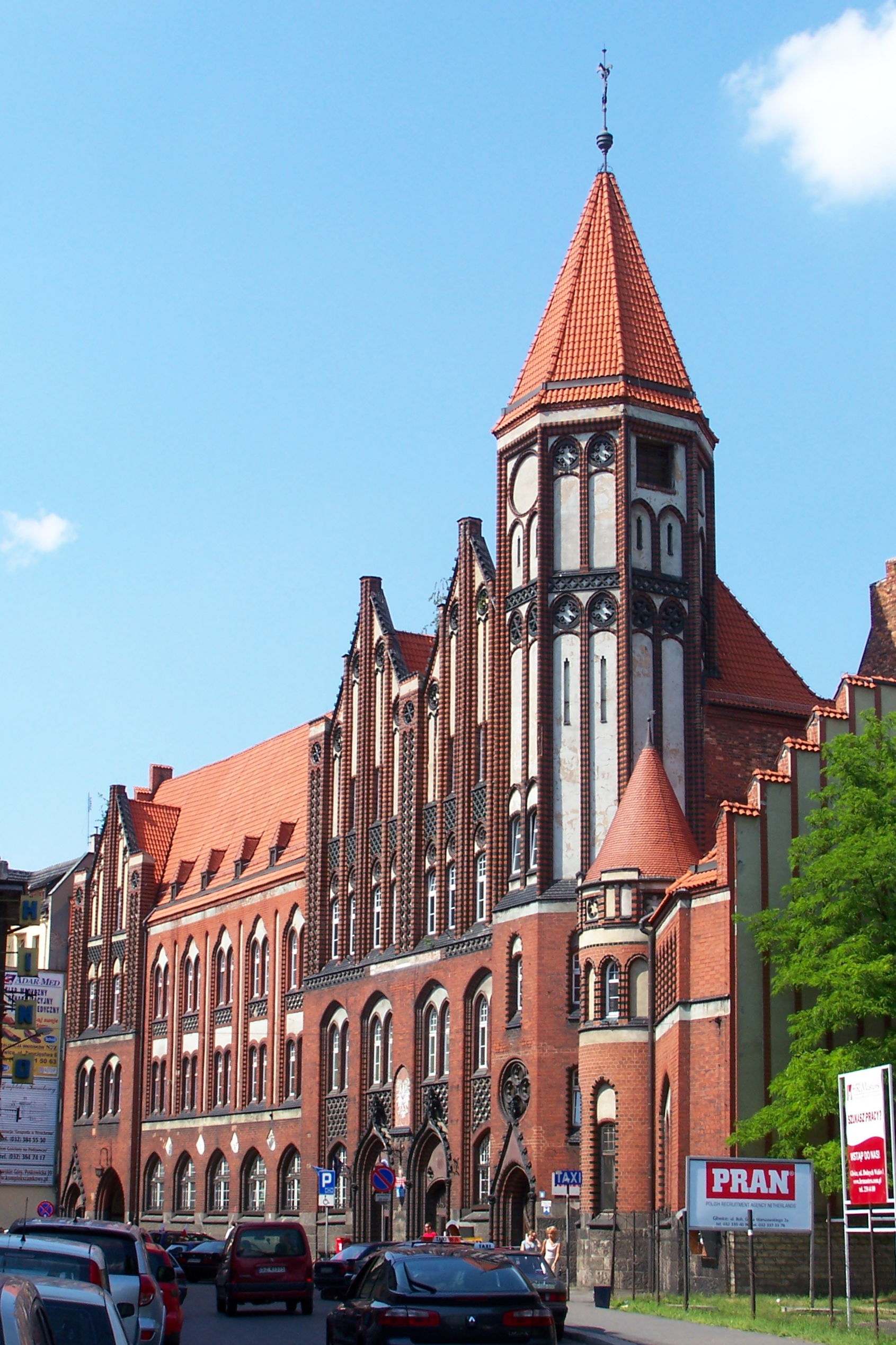
Ancienne poste
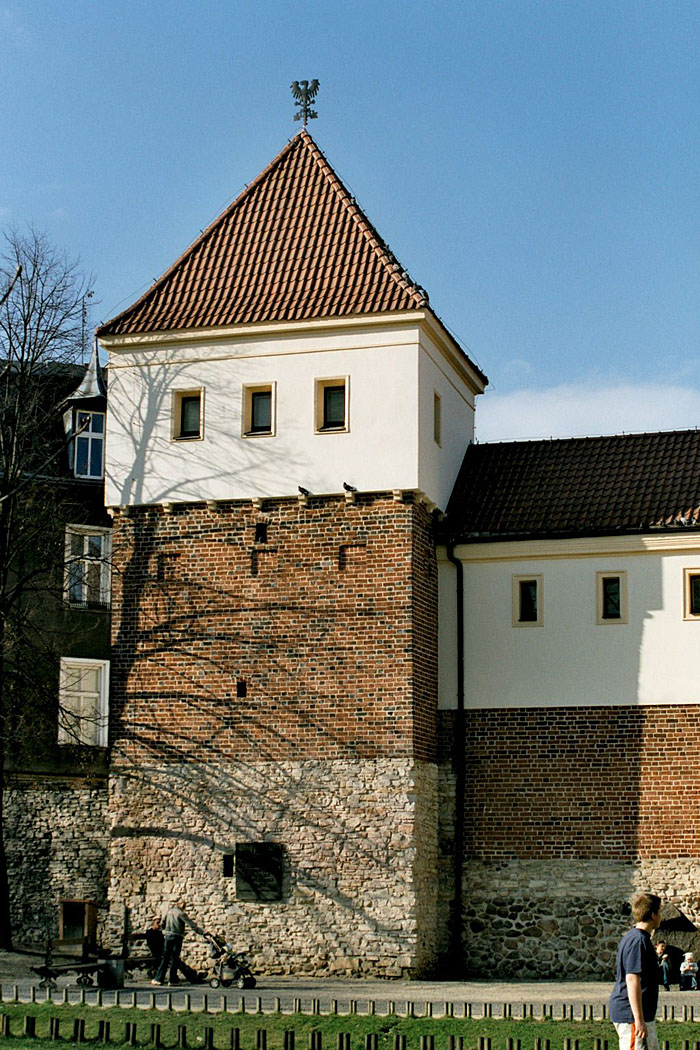
Château de Gliwice
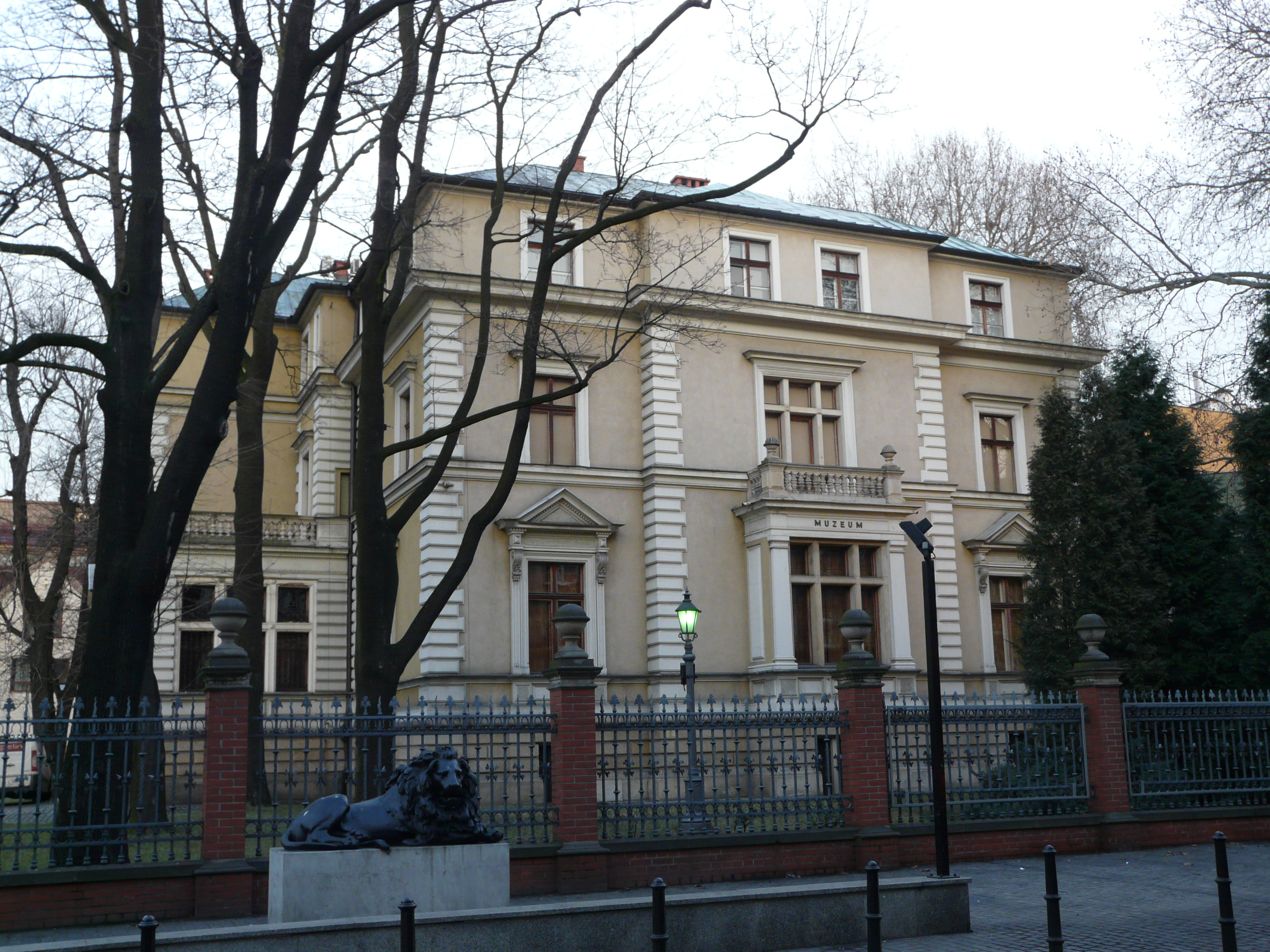
Villa Caro (de) - aujourd'hui le musée
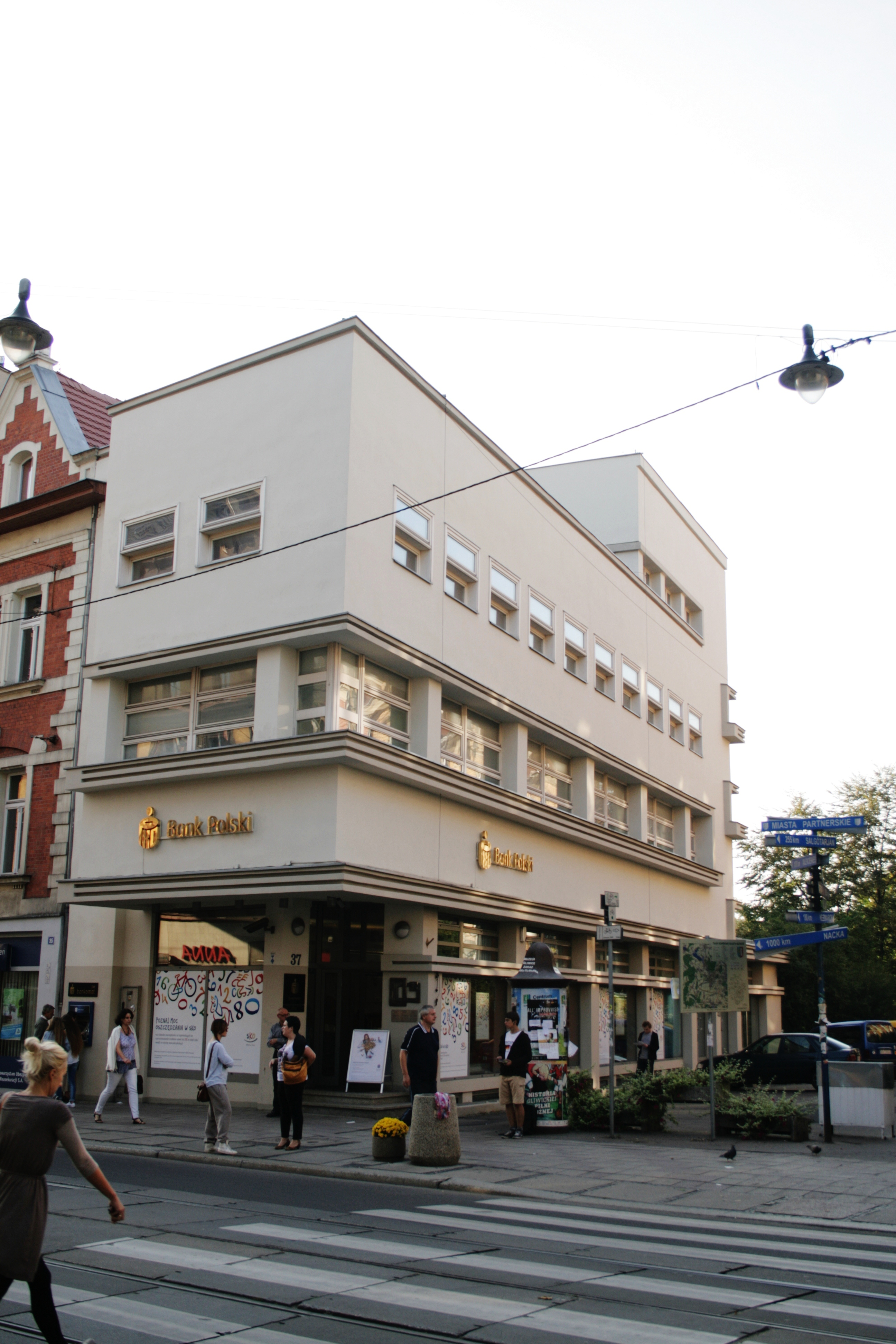
Ancienne "Maison Textile" de Weichmann
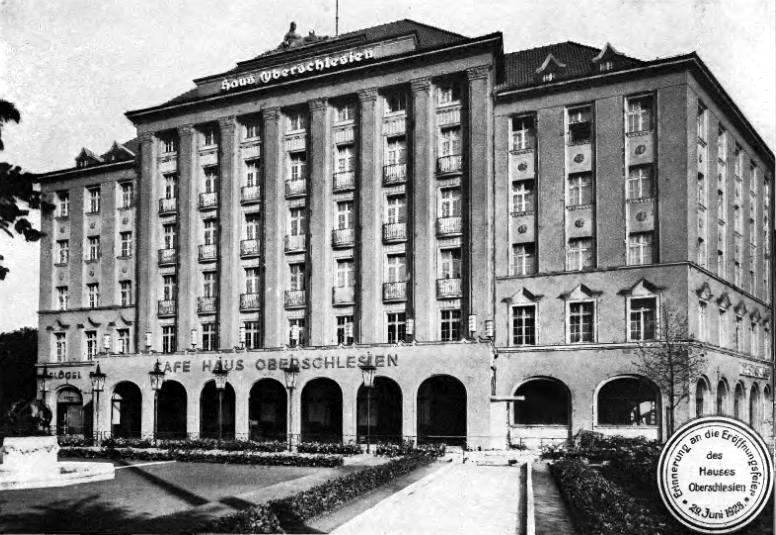
Hotel "Haus Oberschlesien" (archiv. 1928)
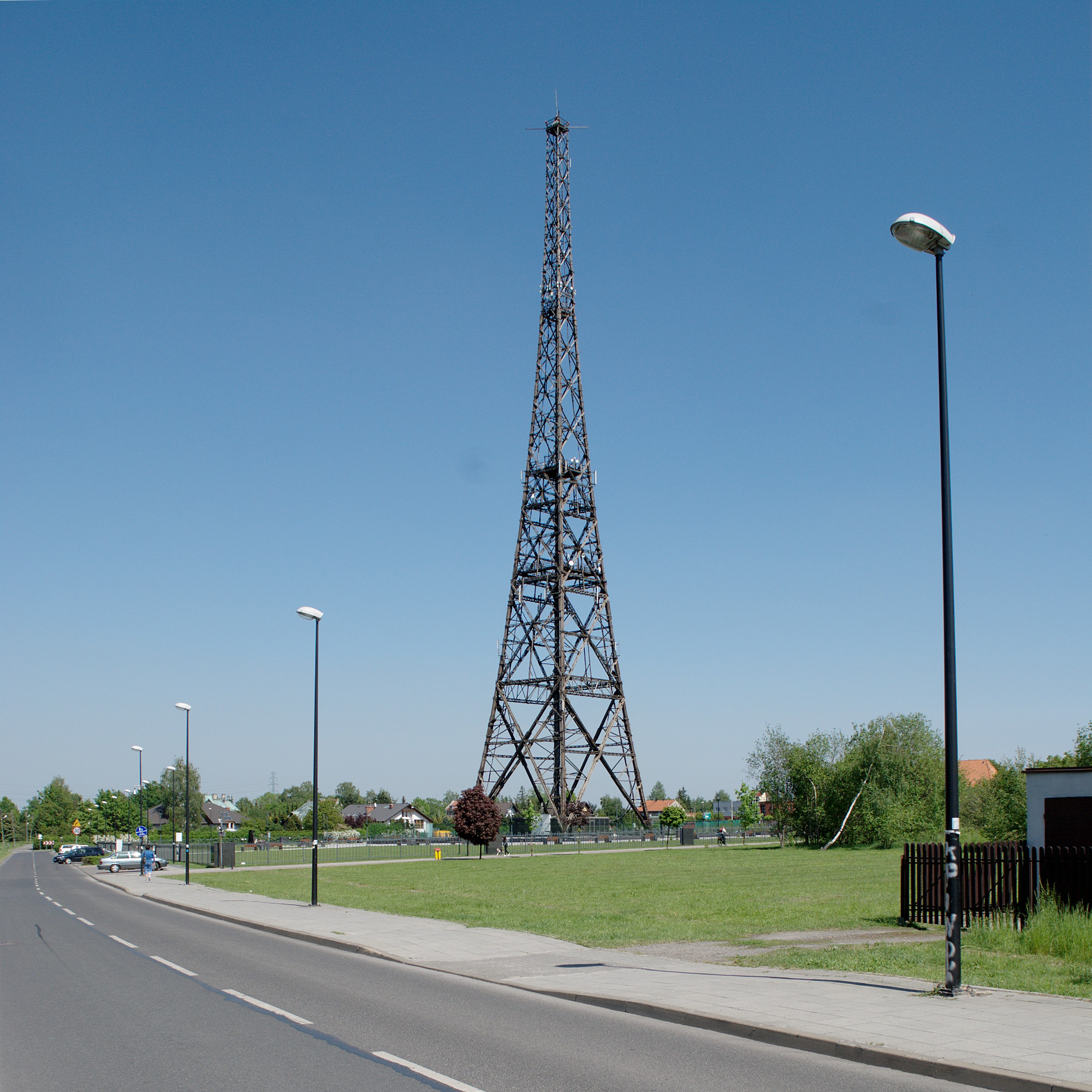
Tour hertzienne de la station de radio de Gliwice.
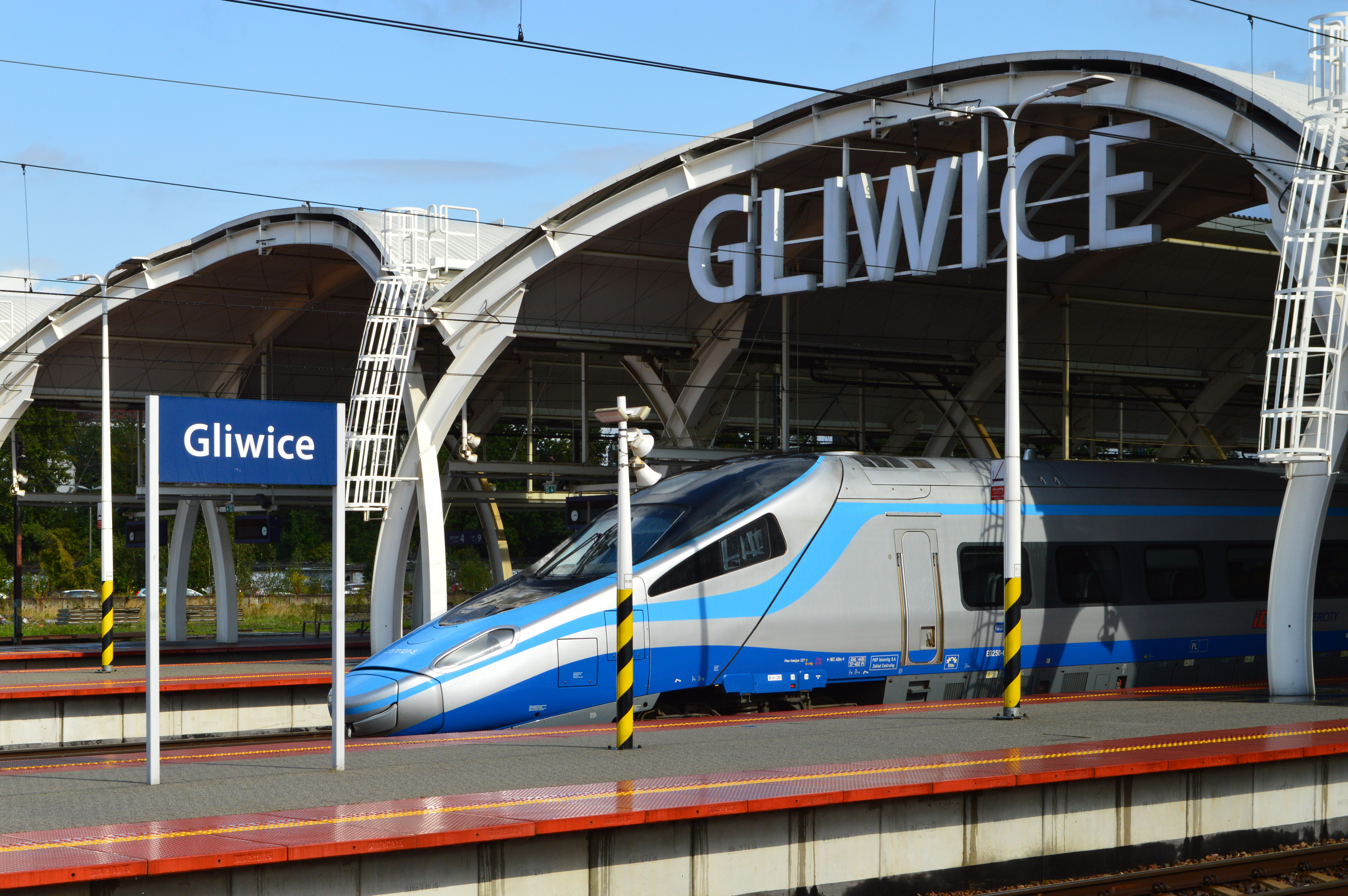
Gare ferroviaire
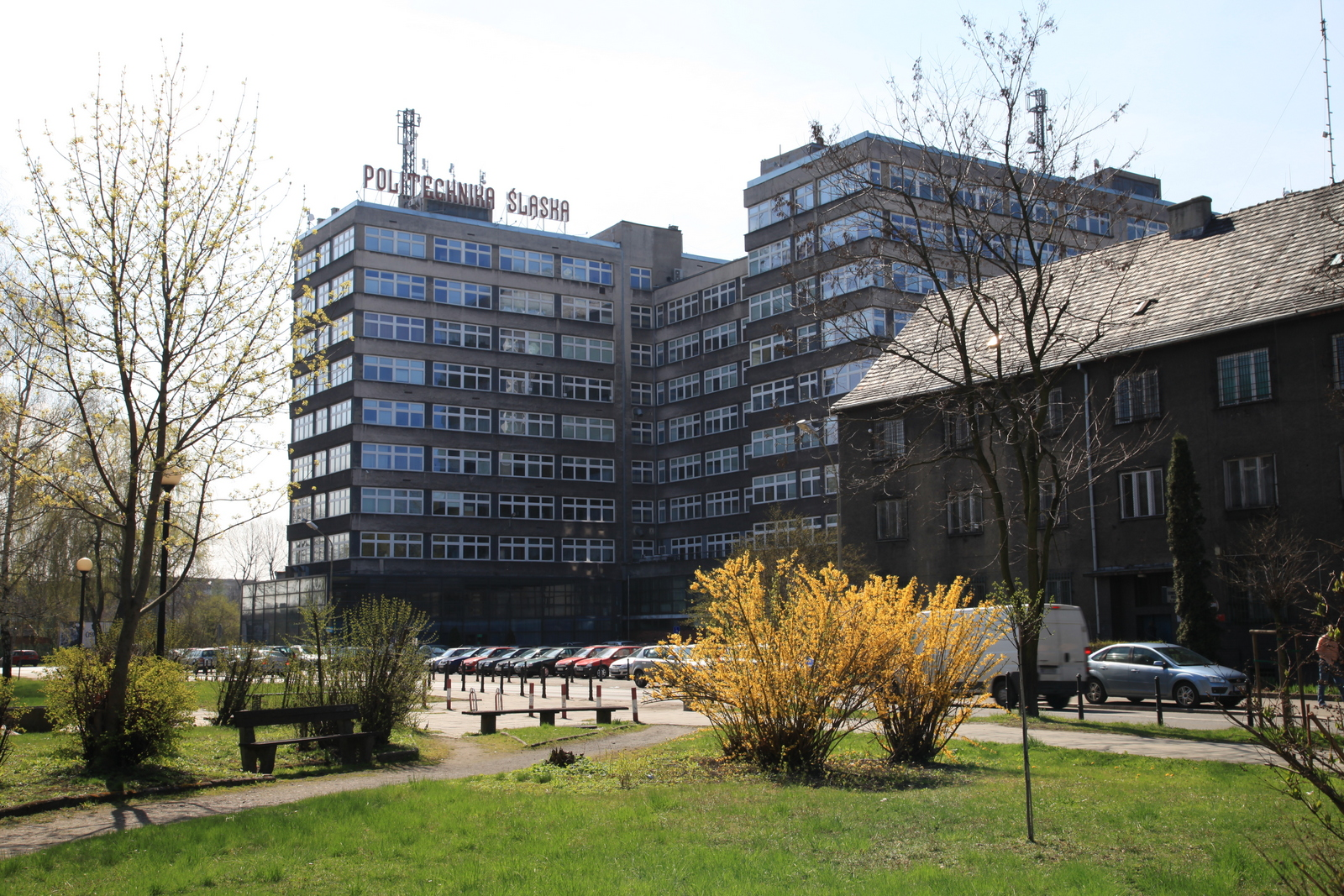
École polytechnique de Silésie - Faculté d'automatique, électronique et informatique
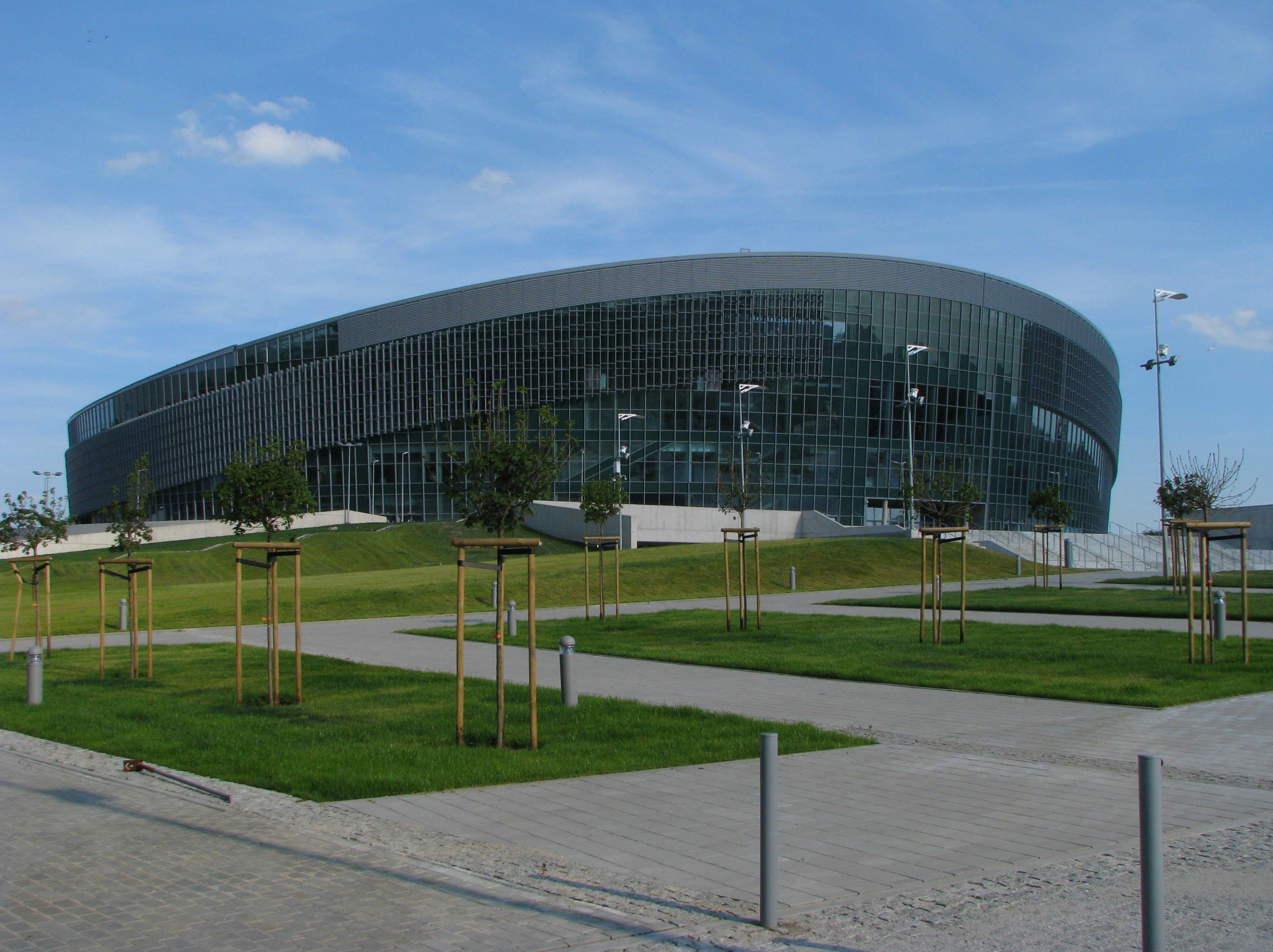
Salle de sport et de divertissement "Arena Gliwice"
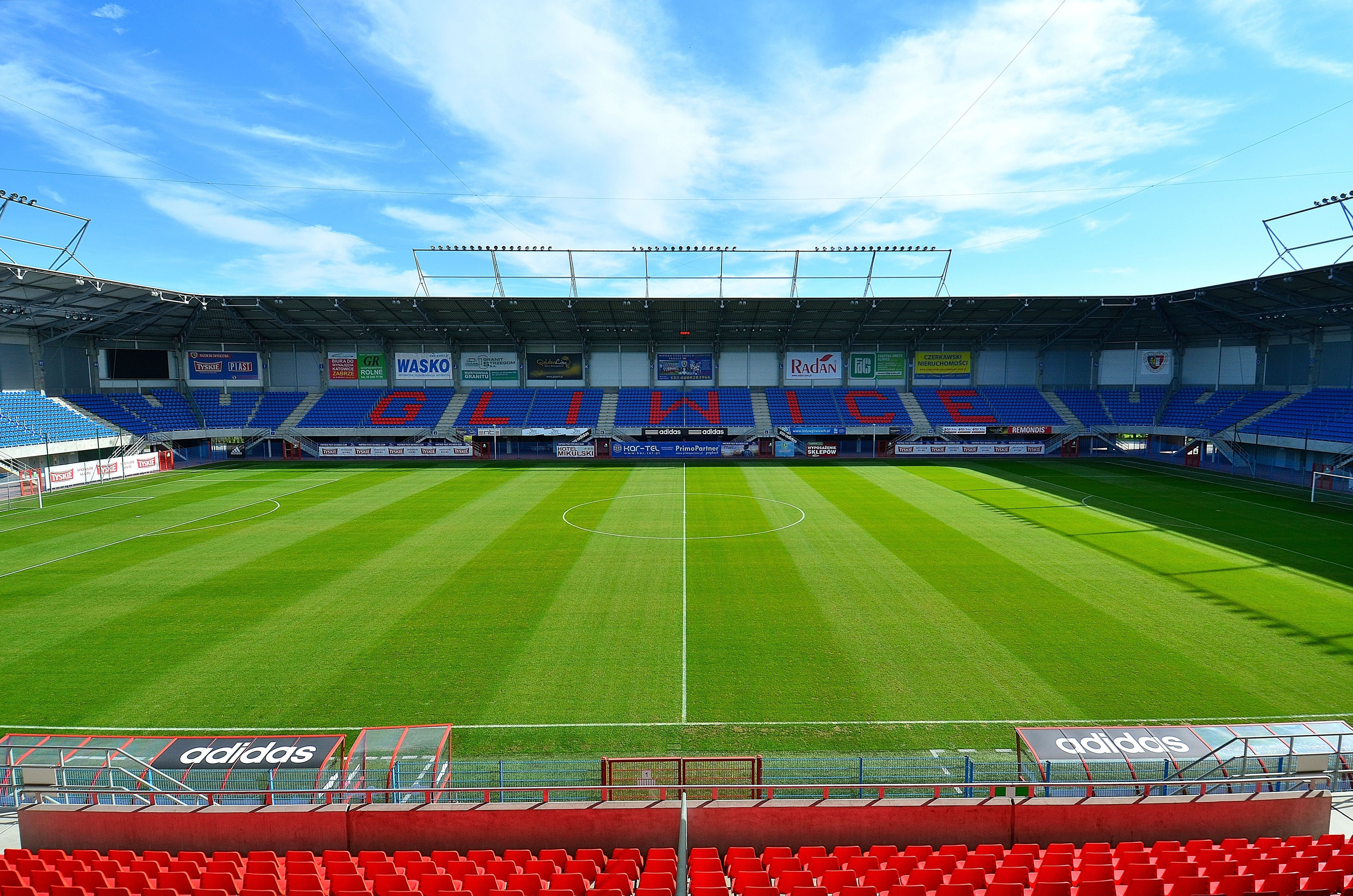
Stade du club de sport "Piast Gliwice"
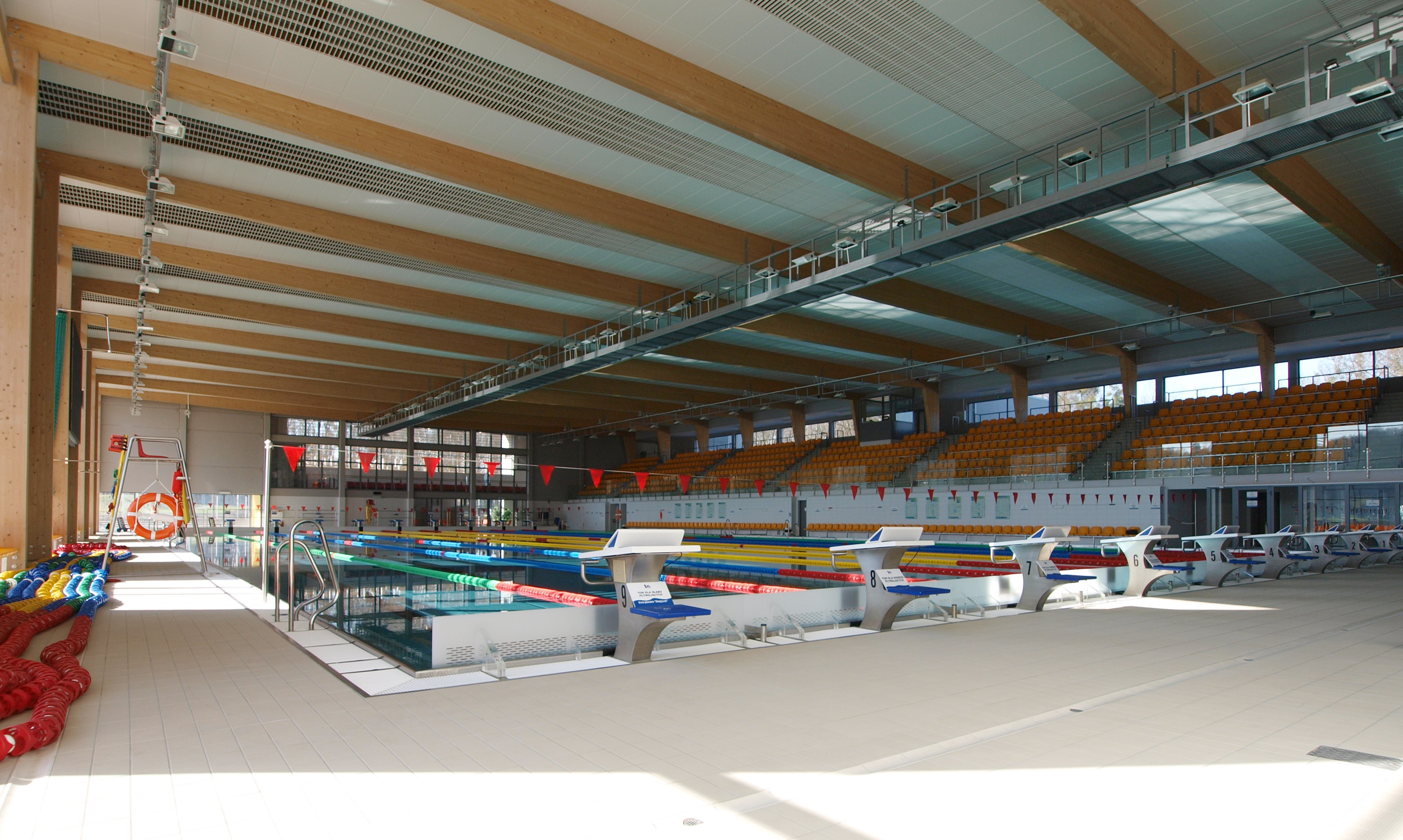
Piscine couverte "Olimpijczyk"
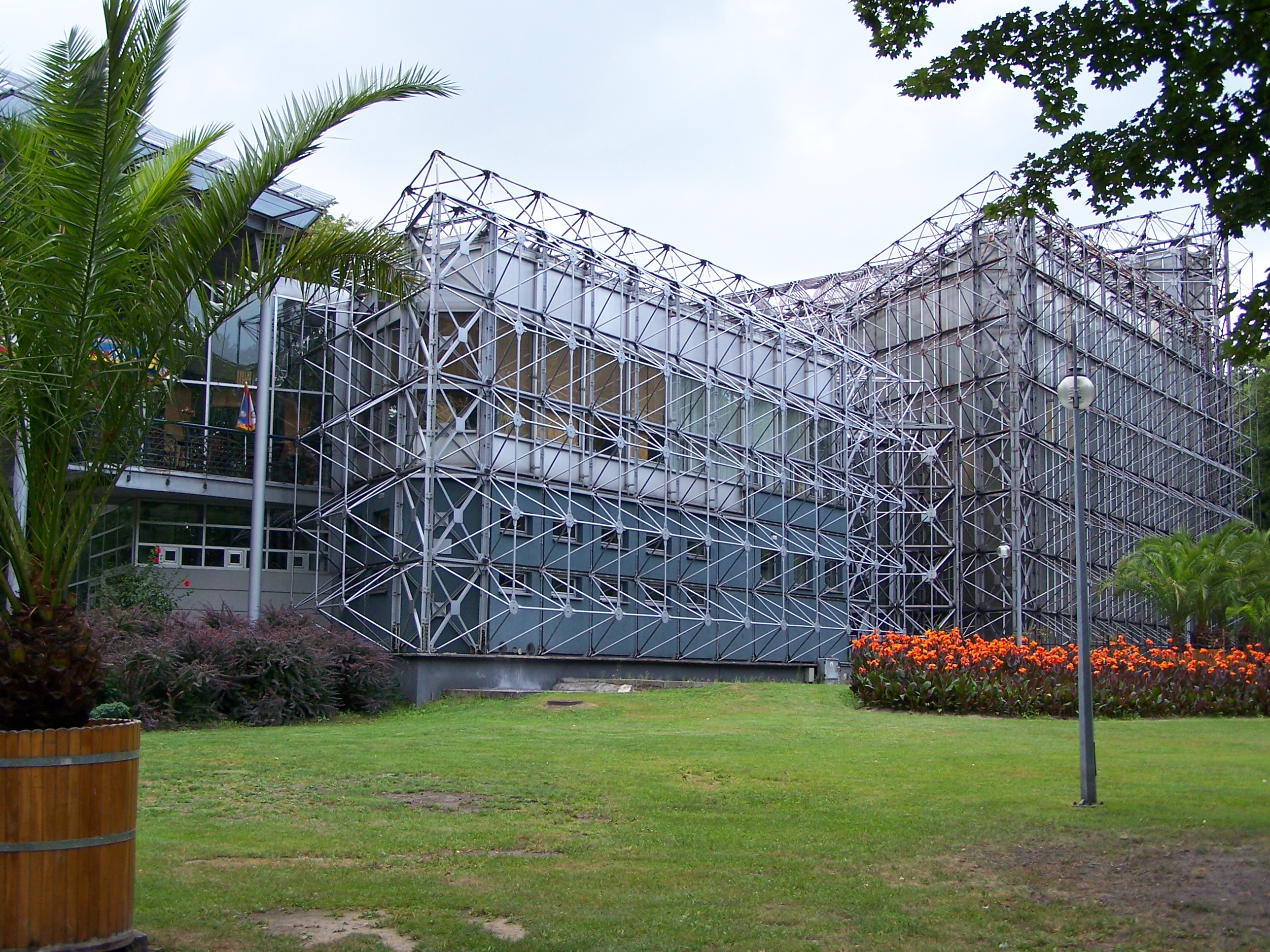
Palmarium et aquarium municipale
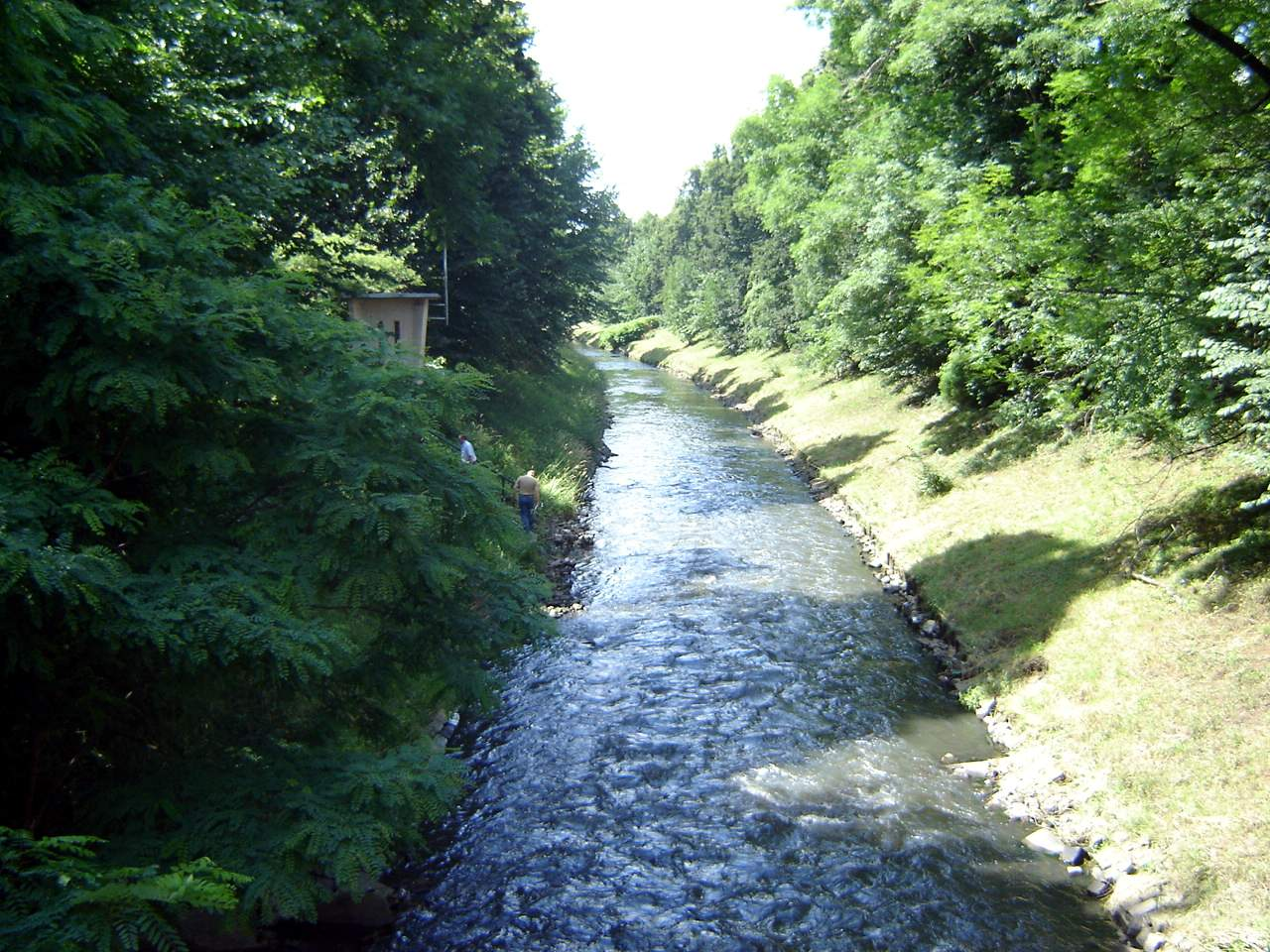
Rivière Kłodnica

## Marché du travail à Gliwice
Le marché du travail à Gliwice est favorable au salarié. En témoigne le taux de chômage très faible dans la ville, tant par rapport à la situation dans la voïvodie que dans l'ensemble du pays.
Taux de chômage selon l'Office central de la statistique (juin 2024) :
   Gliwice – 2,2%, 
   Voïvodie de Silésie – 3,6%, 
   Pologne – 4,9 %.
Pour évaluer les chances de commencer immédiatement un emploi à Gliwice, il convient de consulter les résultats du baromètre annuel des professions, commandé par le ministère du Travail pour toutes les régions du pays. En 2024, Gliwice compte une longue liste de professions en déficit important. Ce sont :
   les chauffeurs de camion,
   enseignants de formation professionnelle pratique, 
   professeurs de matières professionnelles, 
   infirmières et sages-femmes.
Ce sont des professions pour lesquelles vous pouvez le plus souvent postuler via les agences pour l'emploi.

## Événements dans la ville
- Concours Eurovision de la chanson junior 2019 : le 24 novembre 2019 dans l'Arena Gliwice.

## Économie
- Automobiles Groupe PSA / OPEL

## Jumelages
- Bottrop (Allemagne)
- Dessau-Roßlau (Allemagne)
- Doncaster (Angleterre)
- Kežmarok (Slovaquie)
- Nacka (Suède)
- Trnava (Slovaquie)
- Salgótarján (Hongrie)
- Valenciennes (France)